# Хільмони
Хільмони (пол. Chilmony) — село в Польщі, у гміні Новий Двур Сокульського повіту Підляського воєводства.
Населення — 265 осіб (2011).
У 1975-1998 роках село належало до Білостоцького воєводства.

## Демографія
Демографічна структура станом на 31 березня 2011 року:
|          | Загалом | Допрацездатний вік | Працездатний вік | Постпрацездатний вік |
| -------- | ------- | ------------------ | ---------------- | -------------------- |
| Чоловіки | 139     | 21                 | 91               | 27                   |
| Жінки    | 126     | 20                 | 47               | 59                   |
| Разом    | 265     | 41                 | 138              | 86                   |